# Asociación de Comités Olímpicos Nacionales

Logotipo de la Asociación de Comités Olímpicos Nacionales.

La Asociación de Comités Olímpicos Nacionales (ACNO; en inglés, Association of National Olympic Committees, ANOC), es una organización internacional no gubernamental que está constituida por los comités olímpicos nacionales reconocidos oficialmente por el Comité Olímpico Internacional (COI). 
Tiene su sede en Lausana (Suiza) y cuenta, en 2014, con la afiliación de 206 comités olímpicos nacionales repartidos en cinco organizaciones continentales. El presidente actual es  Su Alteza Real Príncipe Ahmad Al-Fahad Al-Sabah de Kuwait.

## Historia
A principios de octubre de 1965 se realizó en Roma una asamblea de los comités olímpicos nacionales que en ese momento pertenecían al COI con el fin de buscar una interacción a problemas comunes de cada comité y unificar criterios.
ACNO fue fundada el 26 de junio de 1979 en San Juan.

## Organización
La estructura jerárquica de la asociación está conformada por el presidente, el secretario general y los vicepresidentes, el congreso (celebrado cada dos años), el cuerpo ejecutivo y los comités técnicos.

### Presidentes
| N.º | Periodo           | Nombre                  | País   |
| --- | ----------------- | ----------------------- | ------ |
| 1   | 1979 – 2012       | Mario Vázquez Raña      | México |
| 2   | 2012 – Actualidad | Ahmad Al-Fahad Al-Sabah | Kuwait |

### Federaciones continentales
En 2014, ACNO cuenta con la afiliación de 206 comités olímpicos nacionales repartidos en cinco organizaciones continentales:
| Nombre                                               | Siglas  | Sede                       | Fundación | n.º fed. | Pág. web                                                 |
| ---------------------------------------------------- | ------- | -------------------------- | --------- | -------- | -------------------------------------------------------- |
| Asociación de Comités Olímpicos Nacionales de África | (ANOCA) | Abuya ( Nigeria)           | 1981      | 53       |                                                          |
| Organización Deportiva Panamericana                  | (ODEPA) | Ciudad de México ( México) | 1940      | 41       |                                                          |
| Consejo Olímpico de Asia                             | (OCA)   | Hawalli ( Kuwait)          | 1982      | 45       | Archivado el 6 de septiembre de 2018 en Wayback Machine. |
| Comités Olímpicos Europeos                           | (EOC)   | Roma ( Italia)             | 1968      | 50       |                                                          |
| Comités Olímpicos Nacionales de Oceanía              | (ONOC)  | Suva ( Fiyi)               | 1981      | 17       |                                                          |

### Federaciones nacionales
| África (ANOCA) | América (ODEPA) | Asia (OCA) | Europa (EOC) | Oceanía (ONOC) |
| --- | --- | --- | --- | --- |
| Argelia · Angola · Benín · Botsuana · Burkina Faso · Burundi · Cabo Verde · Camerún · Chad · República Centroafricana · Comoras · República del Congo · República Democrática del Congo · Costa de Marfil · Egipto · Eritrea · Etiopía · Gabón · Gambia · Ghana · Guinea · Guinea-Bisáu · Guinea Ecuatorial · Kenia · Lesoto · Liberia · Libia · Madagascar · Malaui · Mali · Marruecos · Mauricio · Mauritania · Mozambique · Namibia · Níger · Nigeria · Ruanda · Santo Tomé y Príncipe · Senegal · Seychelles · Sierra Leona · Somalia · Suazilandia · Sudáfrica · Sudán · Sudán del Sur · Tanzania · Togo · Túnez · Uganda · Yibuti · Zambia · Zimbabue | Antigua y Barbuda · Argentina () · Aruba · Bahamas · Belice · Barbados · Bermudas · Bolivia · Brasil · Islas Caimán · Canadá · Chile () · Colombia () · Costa Rica ( Archivado el 15 de abril de 2009 en Wayback Machine.) · Cuba · Dominica · República Dominicana () · Ecuador () · El Salvador () · Estados Unidos () · Granada · Guatemala () · Guyana · Haití · Honduras · Islas Vírgenes de los Estados Unidos · Islas Vírgenes Británicas · Jamaica · México () · Nicaragua · Panamá () · Paraguay () · Perú ( enlace roto disponible en Internet Archive; véase el historial, la primera versión y la última).) · Puerto Rico ( Archivado el 29 de julio de 2016 en Wayback Machine.) · San Cristóbal y Nieves · San Vicente y las Granadinas · Santa Lucía · Surinam · Trinidad y Tobago · Uruguay () · Venezuela () | Afganistán · Arabia Saudita · Baréin · Bangladés · Brunéi · Bután · Camboya · China · Corea del Sur · Corea del Norte · Emiratos Árabes Unidos · Filipinas · Hong Kong · India · Indonesia · Irán · Irak · Japón · Jordania · Kazajistán · Kuwait · Kirguistán · Laos · Líbano · Macao · Malasia · Maldivas · Mongolia · Birmania · Nepal · Omán · Pakistán · Palestina · Catar · Singapur · Siria · Sri Lanka · Tailandia · China Taipéi · Tayikistán · Timor Oriental · Turkmenistán · Uzbekistán · Vietnam · Yemen | Albania · Alemania · Andorra () · Armenia · Austria · Azerbaiyán · Bélgica · Bielorrusia · Bosnia y Herzegovina · Bulgaria · Chipre · Croacia · Dinamarca · Eslovaquia · Eslovenia · España () · Estonia · Finlandia · Francia · Georgia · Grecia · Hungría · Irlanda · Islandia · Israel · Italia · Kosovo · Letonia · Liechtenstein · Lituania · Luxemburgo · Macedonia del Norte · Malta · Moldavia · Mónaco · Montenegro · Noruega · Países Bajos · Polonia · Portugal · Reino Unido · República Checa · Rumania · Rusia · San Marino · Serbia · Suecia · Suiza · Turquía · Ucrania | Australia · Islas Cook · Fiyi · Guam · Kiribati · Islas Marshall · Micronesia · Nauru · Nueva Zelanda · Palaos · Papúa Nueva Guinea · Islas Salomón · Samoa · Samoa Americana · Tonga · Tuvalu · Vanuatu |